# Nuculana caudata
Nuculana caudata är en musselart som först beskrevs av Donovan 1801.  Nuculana caudata ingår i släktet Nuculana och familjen tandmusslor. Inga underarter finns listade i Catalogue of Life.